# Porte de la Gare
La porte de la Gare est une porte de Paris, en France, située à l'extrémité du quartier de la Gare dans le 13e arrondissement.

## Situation et accès
La porte de la Gare correspond à la zone du sud du 13e arrondissement correspondant anciennement à l'ouverture dans l'enceinte de Thiers. Elle est à proximité immédiate de la Seine au niveau du pont National dans le prolongement du quai Panhard-et-Levassor sous le boulevard du Général-d'Armée-Jean-Simon, nom donné depuis 2005 à cette partie du boulevard Masséna. Elle permet d'accéder par le quai d'Ivry à la ville d'Ivry-sur-Seine, au-delà du boulevard périphérique. Elle se trouve à 100 mètres à l'ouest de la porte de Bercy et 300 mètres à l'est de la porte de Vitry.

### Vie du quartier
Tout comme la porte de Bercy, la porte de la Gare est une zone pratiquement inhabitée où étaient autrefois présents divers types d'entrepôts. Actuellement, avec la restructuration du quartier Paris Rive Gauche, elle est en plein renouvellement et réaménagement notamment avec le transfert de l'université Paris-VII dans la zone toute proche.
Deux silos de 40 mètres de haut du cimentier Calcia bordent la porte de la Gare. Depuis janvier 2016 et pour une dizaine d'années, les silos sont illuminés la nuit par un dispositif de LED de l'artiste Laurent Grasso générant une lumière multicolore variant selon l'activité solaire telle qu'elle est mesurée par l'Observatoire de l'Espace et le CNES.